# Rogier Hofman
Rogier Alexander Hofman (Vught, 5 settembre 1986) è un hockeista su prato olandese.

## Palmarès

### Olimpiadi
- 1 medaglia:
  - 1 argento (Londra 2012)

### Mondiali
- 1 medaglia:
  - 1 argento (L'Aia 2014)

### Europei
- 1 medaglia:
  - 1 argento (Gladbach 2011)

### Champions Trophy
- 2 medaglie:
  - 1 argento (Melbourne 2012)
  - 1 bronzo (Auckland 2011)